# ボラシシ (小惑星)
ボラシシ (66652 Borasisi) は、キュビワノ族の太陽系外縁天体。1999年にマウナケアで発見された。
2003年4月23日にハッブル宇宙望遠鏡 (HST) を用いた観測によって衛星が発見された。2001年11月9日のHSTによる観測でも衛星の存在が示唆されていた。二つの天体はほとんど同じ大きさ（直径の比率が0.83）であるため、二重小惑星と見なすことも出来る。
2003年9月に軌道が確定し、小惑星番号66652を付された。2007年9月26日に主星はボラシシ、衛星はパブと命名された。これらはカート・ヴォネガットの小説『猫のゆりかご』に登場する架空の宗教「ボコノン教」において、それぞれ太陽と月を意味する言葉に由来する。『ボコノンの書』によると〈パブ〉は〈ボラシシ〉に抱かれて地球やその他の惑星を生んだという。ただし、『ボコノンの書』にはそれらは〈フォーマ〉（嘘っぱち）だとも書かれている。